# Tschechische AIDS-Hilfe-Gesellschaft
Die Tschechische AIDS-Hilfe-Gesellschaft (tschechisch Česká společnost AIDS pomoc) ist eine Beratungs- und Informationseinrichtung für von HIV/AIDS Betroffene und daran Interessierte. Der Verein hat seinen Sitz in Prag-Karlín und wurde 1989 als Selbsthilfeverein von Freunden und Angehörigen Betroffener gegründet und widmete sich in den ersten Jahren der Prävention und Aufklärung über die Krankheit. Nach personellen Umschichtungen, weitgehender Professionalisierung und der Einbeziehung von Menschen, die mit HIV leben, bezog die Gesellschaft am 11. August 1999 das „Haus des Lichts“ (Dům světla) als neuen zentralen Wirkungsort. Dort werden unter anderem folgende Leistungen angeboten:
- kostenloser und anonymer HIV-Antikörper-Test
- HIV-Zertifikate für Auslandsreisen
- betreute Wohngemeinschaft für Menschen mit HIV
- verschiedene Therapiemöglichkeiten
- Informations-Workshops für Schülergruppen
- Verbreitung verschiedener Informationsmaterialien

Derzeitiger Präsident der Einrichtung ist Ivo Procházka.